# Преженьське Ніве
Преженьське Ніве (словен. Preženjske Njive) — поселення в общині Літія, Осреднєсловенський регіон, Словенія. Висота над рівнем моря: 673,9 м.